# Platylabops leucopsis
Platylabops leucopsis là một loài tò vò trong họ Ichneumonidae.